# Ras Kimono
Ras Kimono (Asaba, 9 de maio de 1958 – Lagos, 10 de junho de 2018) foi um artista nigeriano de reggae.

## Carreira
Cujo álbum de estreia, Sob Pressão, liderado pelo single "Rum-Bar Stylée", foi um grande sucesso na Nigéria, em 1989. Antes ele lançou seu álbum solo, ele estava em um grupo chamado A Jastix juntamente com McRoy e Majek Fashek.

### Morte
Ele morreu, aos 60 anos de idade, em 10 de junho de 2018, em Lagos, Nigéria.

## Discografia
- Sob Pressão (1989)[5]
- Nós Não Wan (1989)
- O que é Gwan (1990)
- Rub A Dub (1990)